# Abadia territorial de Wettingen-Mehrerau
A Abadia de Wettingen-Mehrerau é uma abadia e catedral territorial cisterciense localizada em Mehrerau, nos arredores de Bregenz em Vorarleberga, Áustria. A Abadia de Wettingen-Mehrerau está diretamente subordinada à Santa Sé e, portanto, não faz parte da Arquidiocese de Salzburgo. O abade de Wettingen-Mehrerau, entretanto, é membro da Conferência dos Bispos Austríacos. O nome oficial da abadia é Beatae Mariae Virginis de Maris Stella e de Augia Majore ( latim : Abbatia Territorialis Beatissimae Mariae Virginis Maris Stellae ).

## Abadia de Mehrerau
O primeiro mosteiro em Mehrerau foi fundado por São Columbano que, depois de ser expulso de Luxeuil, se estabeleceu aqui por volta de 611 e construiu um mosteiro segundo o modelo de Luxeuil. Um mosteiro de freiras logo foi estabelecido nas proximidades.
Poucas informações sobreviveram sobre a história de ambas as fundações até 1079, quando o mosteiro foi reformado pelo monge Gottfried, enviado pelo abade Guilherme de Hirsau, e a Regra de São Bento foi introduzida. (É provável que quando a reforma foi efetuada a comunidade das freiras foi suprimida).
Em 1097-98 a abadia foi reconstruída pelo conde Ulrich de Bregenz, seu " Vogt " (administrador secular e protetor) e sua esposa, Bertha de Rheinfelden, e reinstalada por monges da Abadia de Petershausen perto de Konstanz.
Durante os séculos XII e XIII, a abadia adquiriu muitas propriedades fundiárias; em meados do século XVI tinha direito de mecenato a sessenta e cinco freguesias.
Durante a Reforma a abadia foi um forte defensor do catolicismo em Vorarlberg. Em particular, Ulrich Mötz, mais tarde abade, exerceu muita influência na Floresta Bregenz por sua pregação contra a disseminação de inovações religiosas enquanto era reitor de Lingenau (1515-1533).
Durante a Guerra dos Trinta Anos a abadia sofreu com a devastação infligida pelos suecos, que alojaram soldados aqui e exigiram contribuições forçadas; eles também roubaram a abadia de quase todas as suas receitas. No entanto, muitas vezes ofereceu um refúgio gratuito aos religiosos expulsos da Alemanha e da Suíça.
Por volta do século XVIII, entretanto, havia se recuperado e estava mais uma vez em um estado muito florescente. Em 1738, a igreja foi totalmente reconstruída, assim como os edifícios monásticos em 1774-81.
A existência de Mehrerau foi ameaçada, como a de outras fundações religiosas, pelos ataques aos mosteiros do imperador José II. No entanto, o Abade Bento XVI conseguiu obter a retirada do decreto de repressão, embora já tivesse sido assinado.
No entanto, o Tratado de Pressburg (1805) concedeu Vorarlberg, e com ele a abadia, à Baviera, que sob o "Reichsdeputationshauptschluss" já havia secularizado suas próprias casas religiosas em 1802-03. As autoridades bávaras fizeram um inventário da abadia em abril de 1806. Em uma última tentativa de se salvar, a abadia ofereceu-se para se tornar uma escola de treinamento para professores do sexo masculino, mas o Estado bávaro recusou a oferta e dissolveu a abadia com efeitos a partir de 1 de setembro 1806. Os monges foram expulsos e a valiosa biblioteca foi espalhada; parte dela foi queimada no local. As florestas e terras agrícolas pertencentes à abadia foram tomadas pelo Estado.
Em fevereiro de 1807, a igreja foi fechada e os outros edifícios foram vendidos em leilão. Em 1808-09 a igreja foi demolida e o material usado para construir o porto de Lindau.

## Wettingen-Mehrerau
Quando o distrito voltou ao domínio da Áustria, os edifícios monásticos sobreviventes foram usados para vários fins até que em 1853 foram comprados, com a permissão do imperador Francisco José I, do último proprietário, juntamente com alguns terrenos a eles ligados, pelo abade da abadia cisterciense de Wettingen na Suíça, um mosteiro que havia sido suprimido à força pelo cantão de Aargau em 1841, e por treze anos procurava um novo lar.
Em 18 de outubro de 1854 a Abadia Cisterciense de Wettingen-Mehrerau foi formalmente inaugurada. No mesmo ano, uma escola de mosteiro foi iniciada. Os edifícios monásticos foram ampliados e, em 1859, uma nova igreja românica foi construída; digno de nota é o monumento ao cardeal Hergenröther (falecido em 1890), que ali está sepultado.
Na segunda metade do século XIX Wettingen-Mehrerau teve um papel fundamental no revigoramento da Ordem Cisterciense. Foi membro primeiro da Congregação Suíça da Ordem, depois da Congregação Austríaca. Em 1888, juntamente com a Abadia de Marienstatt, deixou a Congregação Austríaca e, junto com os conventos suíços a ela subordinados, formou a Congregação Mehrerau , que foi responsável pelos novos assentamentos em Sittich na Eslovênia e Mogila na Polônia.
Em 1919, Wettingen-Mehrerau comprou a igreja de peregrinação em Birnau e o vizinho Schloss Maurach, que até hoje administra como priorado. Em Mehrerau, a comunidade administra um sanatório e o "Collegium Bernardi", uma escola secundária com pensão.
O abade tem o título de Abade de Wettingen e Prior de Mehrerau. Ele também é responsável pelos conventos cistercienses na Suíça.

## Lista de abades de Wettingen-Mehrerau
1. Leopold Höchle (1854-1864)
2. Martin Reimann (1864-1878)
3. Maurus Kalkum (1878-1893)
4. Laurentius Wocher (1893-1895)
5. Augustin Stöckli (1895–1902)
6. Eugen Notz (1902–1917)
7. Cassian Haid (1917–1949), Abade Geral em 1920–1927
8. Heinrich Suso Groner (1949-1968)
9. Kassian Lauterer (1968–2009)
10. Anselm van der Linde (2009-2018)
11. Vinzenz Wohlwend (a partir de 2018)